# Anicius Acilius Glabrio Faustus
Pour les articles homonymes, voir Acilius Glabrio.
Anicius Acilius Glabrio Faustus (fl. 437-442) est un homme politique de l'Empire romain d'Occident. Deux fois préfet du prétoire d'Italie, trois fois préfet de la ville de Rome et une fois consul, Anicius est connu pour avoir présidé, le 25 décembre 438, la séance lors de laquelle le Sénat romain enregistra le code de Théodose et dont le procès-verbal, les Gesta senatus Romani de Theodosiano publicando, est le seul qui nous soit parvenu.

## Vie
Membre des Acilii Glabriones, une famille de la gens Acilia, Anicius est le fils d'Acilius Glabrio Sibidius signo Spedius, clarissime qui fut légat de la province d'Achaïe, consulaire de Campanie et vicaire des Gaules. D'après André Chastagnol, la mère d'Anicius serait une Anicia, peut-être Anicia Proba, fille de Sextus Claudius Petronius Probus.
Anicius est l'époux de Tarrutenia, la fille de Tarrutenius Maximilianus, clarissime, consulaire du Picenum, vicaire de Rome et légat du Sénat à deux reprises. En l'honneur de son grand-père paternel, probablement Marcus Acilius Faustinus, il fait graver une inscription.
Une inscription, érigée par les habitants d'Aricie (aujourd'hui, Ariccia) pour les avoir sauvé ab intolerabilibus necessitatibus, rapporte sa carrière. Il fut candidat à la questure, préteur, comes intra consistorium, préfet de la ville de Rome à trois reprises, la première entre 408 et 423, autour de 420, lorsque Flavius Honorius était senior Augustus, la deuxième en 425 et la troisième entre 425 et 437, puis préfet du prétoire d'Italie, d'Afrique et d'Illyrie.
En 437, il assiste, à la cour de Constantinople, au mariage de l'Empereur d'Occident, Valentinien III, et de Licinia Eudoxia, la fille de l'Empereur d'Orient Théodose II. Il est alors nommé préfet du prétoire d'Orient. Il reçoit une copie du code de Théodose.
Il possède alors une domus à Rome, au lieu-dit ad Palmam. Samuel Ball Platner l'identifie à la domus palmata mentionnée par Cassiodore. Celui-ci la situe près du porticus curva que Platner identifie au sud-ouest du forum de Trajan. C'est en ce lieu qu'il présente le code de Théodose au Sénat romain, le 25 décembre 438.
En 438, il est consul avec Théodose II puis, en 442, devient préfet du prétoire d'Italie pour la seconde fois.
Sa fille Melleta Tarrutenia a épousé Rufius Gennadius Avienus.

## Sources
- (en) « Faustus 8 (Anicius Acilius Glabrio Faustus) », dans Arnold Hugh Martin Jones et al. (dir.), Prosopography of the Later Roman Empire (PLRE), vol. 2 : AD 395-527, Cambridge, Cambridge University Press, 1980, XLI-1342 p., pp. 452-454 (consulté le 7 novembre 2013).
- Christian Settipani, Continuité gentilice et Continuité familiale dans les familles sénatoriales romaines à l'époque impériale, Linacre College, Oxford University, coll. « Prosopographica & Genealogica », 2000, 597 p. (ISBN 1-900934-02-7).